# Pointe de la Québlette
La pointe de la Québlette est une montagne de France située en Haute-Savoie.

## Géographie
De forme allongée, elle est entourée au sud-est par le mont Lachat au-delà du col de la Buffaz, au sud-ouest par la vallée du Fier, à l'ouest par la tête Ronde, au nord-ouest par le plateau des Glières et notamment la plaine de Dran et au nord-est par la montagne des Auges. Ce crêt culminant à 1 915 mètres d'altitude comporte d'autres sommets moins élevés dont la pointe de la Balme et la pointe de l'Ovine au nord-est et la pointe de Dran au sud-ouest.

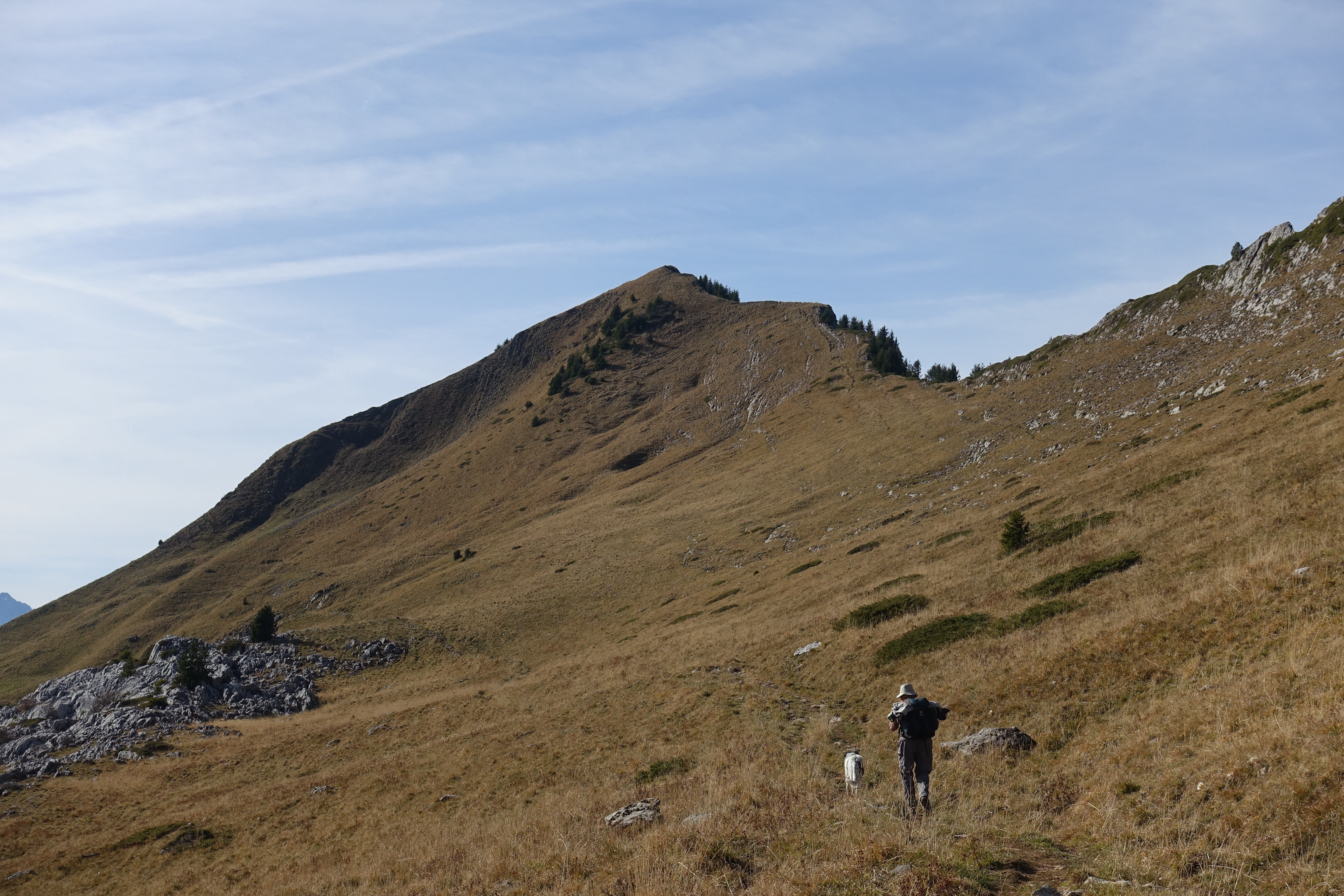
Vue du sommet de la pointe de la Québlette.

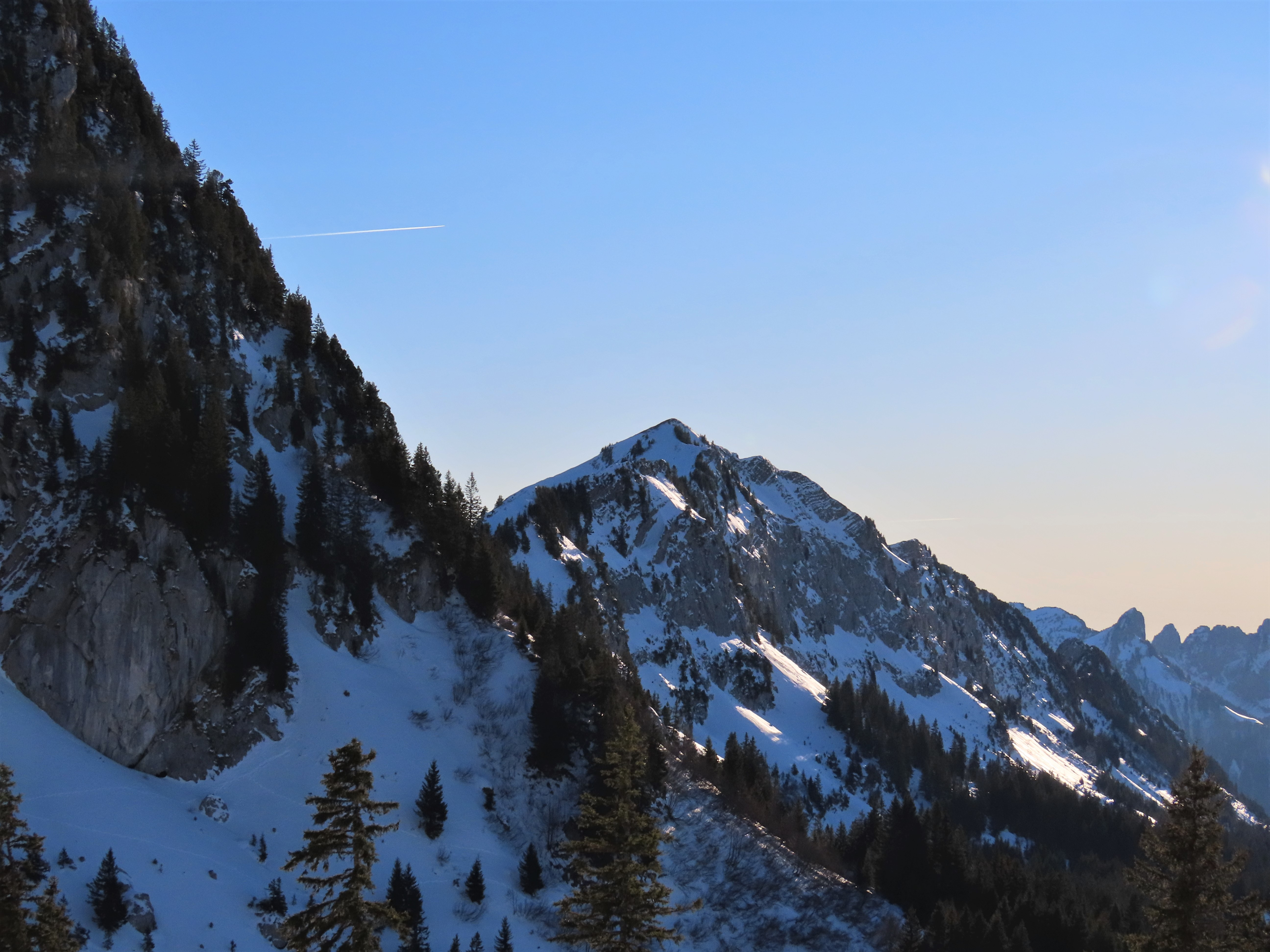
Vue hivernale de la pointe de la Québlette depuis le pas du Loup au nord-est.